# Alan Silvestri
Alan Anthony Silvestri (New York, 26 marzo 1950) è un compositore e direttore d'orchestra statunitense di colonne sonore cinematografiche.
Ha vinto vari premi per le sue composizioni, tra cui tre Grammy Award, due Premi Emmy e due Saturn Award. È stato inoltre candidato due volte al Premio Oscar per i film Forrest Gump (1994) e Polar Express (2004).

## Biografia
Alan Silvestri nasce il 26 marzo 1950 a New York da genitori di ascendenze italo-irlandesi: suo padre era figlio di emigrati piemontesi, mentre i genitori di sua madre erano originari dell'Irlanda. Cresciuto nella città di Teaneck nel New Jersey, dopo aver studiato al Berklee College of Music di Boston, inizia a scrivere colonne sonore per la televisione e per alcuni film a basso costo arrivando, col tempo, a scrivere anche per produzioni di maggior rilievo, tra le quali molti film di Robert Zemeckis. Tra i suoi più grandi successi si ricordano le musiche della trilogia di Ritorno al futuro, Chi ha incastrato Roger Rabbit, Forrest Gump, Cast Away e Flight. Degne di nota anche le colonne sonore di quattro film del Marvel Cinematic Universe, ovvero Captain America - Il primo Vendicatore, The Avengers, Avengers: Infinity War e Avengers: Endgame.
Nel 1995 la casa discografica Varese Sarabande ha pubblicato una sua raccolta di successi: Voyages: The Film Music Journeys of Alan Silvestri. Nel 1996 è stato ingaggiato per scrivere la colonna sonora del film Mission: Impossible, ma alla fine viene sostituito da Danny Elfman. La musica comunque composta (circa 23 minuti) è stata riutilizzata da Alan nello stesso anno per L'eliminatore (Eraser, di Chuck Russell). Nel 1999 scrive la colonna sonora del film Stuart Little - Un topolino in gamba di Rob Minkoff.
Molto legato alla terra di origine dei suoi nonni paterni, dove più volte si è recato in vacanza con la famiglia, è diventato cittadino onorario di Castell'Alfero, comune astigiano in cui è nata sua nonna Eugenia
.

## Vita privata
Silvestri vive a Carmel, nella California del Nord, con la moglie Sandra e i tre figli. A causa del diabete mellito di tipo 1, malattia di cui soffre suo figlio Joey, Alan è iscritto alla Juvenile Diabetes Research Foundation.

## Filmografia

### Cinema
- La gang dei doberman (The Doberman Gang), regia di Byron Chudnow (1972)
- Mack - Il marciapiede della violenza (The Mack), regia di Michael Campus (1973)
- Las Vegas Lady regia di Noel Nosseck (1975) - (inedito in Italia)
- Supercolpo dei cinque doberman d'oro (The Amazing Doberman), regia di Byron Chudnow (1976)
- The Fifth Floor, regia di Howard Avedis (1978, inedito in Italia)
- Tiger Man, regia di Matt Cimber (1983, inedito in Italia)
- All'inseguimento della pietra verde (Romancing the Stone), regia di Robert Zemeckis (1984)
- Fandango, regia di Kevin Reynolds (1985)
- L'occhio del gatto (Cat's Eye), regia di Lewis Teague (1985)
- Ritorno al futuro (Back to the Future), regia di Robert Zemeckis (1985)
- Cro Magnon - Odissea nella preistoria (The Clan of the Cave Bear), regia di Michael Chapman (1986)
- Delta Force (The Delta Force), regia di Menahem Golan (1986)
- Sogno americano (American Anthem), regia di Albert Magnoli (1986)
- Navigator (Flight of the Navigator), regia di Randal Kleiser (1986)
- Nessuna pietà (No Mercy), regia di Richard Pearce (1986)
- Prognosi riservata (Critical Condition), regia di Michael Apted (1987)
- Una fortuna sfacciata (Outrageous Fortune), regia di Arthur Hiller (1987)
- Predator, regia di John McTiernan (1987)
- Overboard - Una coppia alla deriva (Overboard), regia di Garry Marshall (1987)
- Chi ha incastrato Roger Rabbit (Who Framed Roger rabbit), regia di Robert Zemeckis (1988)
- Il mio amico Mac (Mac and Me), regia di Stewart Raffill (1988)
- Ho sposato un'aliena (My Stepmother Is an Alien), regia di Richard Benjamin (1988)
- Giù le mani da mia figlia! (She's Out of Control), regia di Stan Dragoti (1989)
- The Abyss, regia di James Cameron (1989)
- Ritorno al futuro - Parte II (Back to the Future: Part II), regia di Robert Zemeckis (1989)
- Pronti a tutto (Downtown), regia di Richard Benjamin (1990)
- Ritorno al futuro - Parte III (Back to the Future: Part III), regia di Robert Zemeckis (1990)
- Young Guns II - La leggenda di Billy the Kid (Young Guns II), regia di Geoff Murphy (1990)
- Predator 2 (Predator 2), regia di Stephen Hopkins (1990)
- Prova schiacciante (Shattered), regia di Wolfgang Petersen (1990)
- Bolle di sapone (Soapdish), regia di Michael Hoffman (1991)
- Dutch è molto meglio di papà (Dutch), regia di Peter Faiman (1991)
- Verdetto finale (Ricochet'), regia di Russell Mulcahy (1991)
- Il padre della sposa (Father of the Bride), regia di Charles Shyer (1991)
- Fermati, o mamma spara (Stop! Or My Mom Will Shoot), regia di Roger Spottiswoode (1992)
- FernGully - Le avventure di Zak e Crysta (FernGully: The Last Rainforest), regia di Bill Kroyer (1992)
- La morte ti fa bella (Death Becomes Her), regia di Robert Zemeckis (1992)
- Guardia del corpo (The Bodyguard), regia di Mick Jackson (1992)
- Pugno d'acciaio (Sidekicks), regia di Aaron Norris (1992)
- Un piedipiatti e mezzo (Cop & ½), regia di Henry Winkler (1993)
- Super Mario Bros. (Super Mario Bros.), regia di Annabel Jankel, Rocky Morton (1993)
- Cuba libre - La notte del giudizio (Judgment Night), regia di Stephen Hopkins (1993)
- Due irresistibili brontoloni (Grumpy Old Men), regia di Donald Petrie (1993)
- Amnesia investigativa (Clean Slate), regia di Mick Jackson (1994)
- Forrest Gump (Forrest Gump), regia di Robert Zemeckis (1994)
- Blown Away - Follia esplosiva (Blown Away), regia di Stephen Hopkins (1994)
- Richie Rich - Il più ricco del mondo (Ri¢hie Ri¢h), regia di Donald Petrie (1994)
- Pronti a morire (The Quick and the Dead), regia di Sam Raimi (1995)
- La famiglia Perez (The Perez Family), regia di Mira Nair (1995)
- Dredd - La legge sono io (Judge Dredd), regia di Danny Cannon (1995)
- Il padre della sposa 2 (Father of the Bride part II), regia di Charles Shyer (1995)
- That's Amore - Due improbabili seduttori (Grumpier Old Men), regia di Howard Deutch (1995)
- Sergente Bilko (Sgt. Bilko), regia di Jonathan Lynn (1996)
- L'eliminatore (Eraser), regia di Chuck Russell (1996)
- Spy (The Long Kiss Goodnight), regia di Renny Harlin (1996)
- Mela e Tequila - Una pazza storia d'amore con sorpresa (Fools Rush In), regia di Andy Tennant (1997)
- Vulcano - Los Angeles 1997 (Volcano), regia di Mick Jackson (1997)
- Contact (Contact), regia di Robert Zemeckis (1997)
- Un topolino sotto sfratto (Mouse Hunt), regia di Gore Verbinski (1997)
- La strana coppia 2 (The Odd Couple II), regia di Howard Deutch (1998)
- Genitori in trappola (The Parent Trap), regia di Nancy Meyers (1998)
- Il genio (Holy Man), regia di Stephen Herek (1998)
- Amori & incantesimi (Practical magic), regia di Griffin Dunne (1998)
- Stuart Little - Un topolino in gamba (Stuart Little), regia di Rob Minkoff (1999)
- Trappola criminale (Reindeer Games), regia di John Frankenheimer (2000)
- Le verità nascoste (What lies beneath), regia di Robert Zemeckis (2000)
- Cast Away (Cast Away), regia di Robert Zemeckis (2000)
- What Women Want - Quello che le donne vogliono (What Women Want), regia di Nancy Meyers (2000)
- The Mexican - Amore senza la sicura (The Mexican), regia di Gore Verbinski (2001)
- La mummia - Il ritorno (The Mummy Returns), regia di Stephen Sommers (2001)
- Quando l'amore è magia - Serendipity (Serendipity), regia di Peter Chelsom (2001)
- Showtime (Showtime), regia di Tom Dey (2002)
- Lilo & Stitch (Lilo & Stich), regia di Dean DeBlois, Chris Sanders (2002)
- Stuart Little 2 (Stuart Little 2), regia di Rob Minkoff (2002)
- Un amore a 5 stelle (Maid in Manhattan), regia di Wayne Wang (2002)
- Identità (Identity), regia di James Mangold (2003)
- Tomb Raider - La culla della vita (Lara Croft Tomb Raider: The Cradle of Life), regia di Jan de Bont (2003)
- Van Helsing (Van Helsing), regia di Stephen Sommers (2004)
- Polar Express (The Polar Express), regia di Robert Zemeckis (2004)
- Uno zoo in fuga (The Wild), regia di Steve 'Spaz' Williams (2006)
- Una notte al museo (Night at the Museum), regia di Shawn Levy (2006)
- La leggenda di Beowulf (Beowulf), regia di Robert Zemeckis (2007)
- Una notte al museo 2 - La fuga (Night at the Museum 2: Battle of the Smithsonian), regia di Shawn Levy (2009)
- G.I. Joe - La nascita dei Cobra (G.I. Joe: Rise of Cobra), regia di Stephen Sommers (2009)
- A Christmas Carol (Disney A Christmas Carol), regia di Robert Zemeckis (2009)
- A-Team (The A-Team movie), regia di Joe Carnahan (2010)
- Captain America - Il primo Vendicatore (Captain America - The First Avenger), regia di Joe Johnston (2011)
- The Avengers (The Avengers), regia di Joss Whedon (2012)
- Flight (Flight), regia di Robert Zemeckis (2012)
- I Croods (The Croods), regia di Kirk DeMicco, Chris Sanders (2013)
- Red 2 (Red 2), regia di Dean Parisot (2013)
- Notte al museo - Il segreto del faraone (Night at the Museum: Secret of the Tomb), regia di Shawn Levy (2014)
- The Walk, regia di Robert Zemeckis (2015)
- Allied - Un'ombra nascosta (Allied), regia di Robert Zemeckis (2016)
- Ready Player One, regia di Steven Spielberg (2018)
- Avengers: Infinity War, regia di Anthony e Joe Russo (2018)
- Benvenuti a Marwen (Welcome to Marwen), regia di Robert Zemeckis (2018)
- Avengers: Endgame, regia di Anthony e Joe Russo (2019)
- Le streghe (The Witches), regia di Robert Zemeckis (2020)
- Pinocchio, regia di Robert Zemeckis (2022)
- Here, regia di Robert Zemeckis (2024)
- The Electric State, regia di Anthony e Joe Russo (2025)

### Televisione
Musiche di scena scritte insieme ad altri compositori.
- Starsky & Hutch (1975, 3 episodi)
- CHiPs (1977, 108 episodi)
- Manimal (1983, 5 episodi)
- T.J. Hooker (1983, 1 episodio)
- Amazing Stories (1986, 1 episodio)
- I racconti della cripta (1992, 7 episodi)
- Maid in Manhattan (2011, 163 episodi)
- Cosmos: Odissea nello spazio (2014, 13 episodi)

## Premi e candidature
Nel corso della sua carriera ha ottenuto numerose candidature a prestigiosi premi vincendo:
- 3 Grammy Awards: Miglior album tratto da una colonna sonora con The Bodyguard (1993), Miglior composizione strumentale con il Tema di Cast Away (2001) e Miglior canzone scritta per un film con Believe (tratta da Polar Express, 2005).
- 2 Emmy Awards per il documentario Cosmos: Odissea nello spazio (2014)
- 2 Saturn Awards per i film Predator (1988) e Ritorno al futuro - Parte III (1991)